# Wetterleuchten um Maria
Wetterleuchten um Maria ist ein deutscher Heimatfilm aus dem Jahre 1957 nach dem 1955 erschienenen Roman Im Herbst verblühen die Rosen von Hans Ernst.

## Handlung
Um die ausufernde Wilderei in seinem Jagdrevier wirksamer zu bekämpfen, stellt Baron Siebenzell den jungen Thomas Sebald als zusätzlichen Jäger ein. Nach seiner Ankunft verliebt sich Thomas in die hübsche Maria. Marias Vater ist jedoch nicht nur der allmächtige Bürgermeister des Bergdorfes, sondern auch Anführer einer Wildererbande. Thomas wird so zum natürlichen Feind des Bürgermeisters. Als er ihn in Notwehr erschießt, klagt das Dorf ihn des Mordes an. Schließlich wird er wegen Totschlags zu einer Gefängnisstrafe verurteilt. Maria bleibt allein im Dorf zurück, ist jedoch davon überzeugt, dass Thomas unschuldig im Gefängnis sitzt. Thomas’ Nebenbuhler Kaspar sieht seine Chance gekommen und wirbt um Maria. Maria weiß, dass auch Kaspar zur Bande gehört, und willigt in die Ehe ein, sobald Kaspar die Falschaussage gegen Thomas zurücknimmt. Kaspar lässt sich darauf ein, und Thomas kommt aus dem Gefängnis frei. Als das Dorf Kaspar verdächtigt, vor dem Gericht für Thomas ausgesagt zu haben, und dieser in den Wald flüchtet, wird er von der Bande verfolgt. Kaspar verunglückt tödlich. Schließlich kommen Maria und Thomas zueinander.

## Weiteres
Der Film wurde von Juli bis August 1957 im Atelier Salzburg-Parsch gedreht. Die Außenaufnahmen entstanden in den Salzburger, Tiroler und Südtiroler Alpen. Das seinerzeit sehr populäre Volksmusik-Duo Die Geschwister Fahrnberger tritt während einer Volksfestszene mit seinem Lied Das Echo im Tal auf, welches damals auch auf Schallplatte erhältlich war. Die Uraufführung erfolgte am 10. Oktober 1957 in Würzburg in den Bavaria-Lichtspielen. Der ursprünglich unter dem Titel Im Herbst verblühen die Rosen erschienene Roman von Hans Ernst wurde ab der 11. Auflage analog zum Filmtitel umbenannt.

## Kritiken
- Lexikon des internationalen Films: „Naiv-gefällige Unterhaltung mit einem Übermaß an Schicksalsknoten. Lebensferne, anspruchslose Unterhaltung nach bekannten Klischees des Heimatfilms.“[1]

- Adolf Heinzlmeier und Berndt Schulz in Lexikon „Filme im Fernsehen“: „Die Natur strahlt unschuldig, die Menschen teilen sich auf in gute und böse. Am Ende siegt der Aufrechte, und die Schöne fällt ihm selbstverständlich zu.“ (Wertung: 1½ Sterne = mäßig)[3]